# Joseph Anton Billet
Joseph Anton Billet (* 21. März 1759 in Ettenheim; † 8. März 1834 in Frankfurt am Main) war ein Kaufmann in Offenburg und Bauherr der dortigen Villa Billet, die heute u. a. für Trauungen genutzt wird.

## Herkunft und Familie
Joseph Antons Eltern waren die Maria Barbara Richter (1719–1790) und der Metzgermeister Philipp Billet (1732–1768). 1790 heiratete er Maria Johanna Lindt, Tochter des Frankfurter Kaufmannes und Bierbrauers Johannes Jacob Lindt.

## Leben
Billet hatte in Offenburg das Salzmonopol gepachtet und wurde durch den Salzhandel reich, sodass er viele Jahre an der Spitze der Offenburger Steuerliste stand. 1800 wurde er zum Stadtmeister des „Jungen Rates“ der Zünfte bestellt; 1831 wurde er in die Zweite Kammer der Badischen Ständeversammlung gewählt, aus der er allerdings im selben Jahr wieder ausschied.
Die Villa Billet, auch Billet’sches Schlösschen genannt, ließ er 1804/1805 als klassizistischen Pavillonbau errichten. Heute ist die Villa denkmalgeschützt und wurde im Zuge der Integration in den Bürgerpark Offenburg denkmalgetreu renoviert.